# Cappella di Santa Maria dell'Arco in un Torrione
La cappella di Santa Maria dell'Arco in un Torrione era una cappella devozionale minuscola che sorgeva all'interno di una delle torri delle mura aureliane, nei pressi dell'odierno viale Giotto, nel rione San Saba di Roma. Era dedicata alla Vergine Maria.

## Storia
La mappa di Nolli (1748) mostra come al posto dell'odierno viale Giotto ci fosse un sentiero che partiva dalla porta San Paolo e proseguiva lungo la cinta muraria fino a raggiungere la basilica di Santa Balbina. A parte questa cappella, non c'erano edifici di alcun genere lungo questo sentiero, che attraversava una zona dove sorgevano dei vigneti. La cappella propriamente detta sorgeva all'interno della sesta torre contando verso ovest a partire dalla curva delle mura di novanta gradi all'incrocio con la via Guerrieri; si tratta di quella che si trova subito a ovest dell'angolo con la via Andrea Palladio.
La sua storia è pressoché sconosciuta, ma è probabile che il luogo sia stato un eremo legato alla chiesa di San Salvatore de Porta, che, a sua volta, dipendeva dalla basilica di San Saba nel decimo secolo. Un altro esempio di cappella all'interno della cinta muraria con una storia legata a un eremo è l'oratorio di Santa Margherita in Prigione.
Probabilmente la cappella non sopravvisse all'occupazione francese di Roma agli inizi del diciannovesimo secolo. Attualmente la torre è un rudere coperto di erbacce e chiuso da un cancello di ferro.